# The Early Show
The Early Show a été la matinale du réseau de télévision américain CBS du 1er novembre 1999 au 7 janvier 2012. Elle est remplacée par CBS This Morning.
L'émission, comme les précédentes matinales de CBS, a toujours été la moins regardée des autres principales matinales américaines, soit Today du réseau NBC et Good Morning America du réseau ABC.